# Trédias
Trédias (tiếng Breton: Trediarn, Gallo: Trédiarn) là một xã của tỉnh Côtes-d’Armor, thuộc vùng Bretagne, tây bắc Pháp.